# Szermierka na Igrzyskach Panamerykańskich 2007
Szermierka na Igrzyskach Panamerykańskich 2007 odbywała się w dniach 14–21 lipca 2007 roku w hali Riocentro w brazylijskim Rio de Janeiro. Zawodnicy obojga płci rywalizowali w dziesięciu konkurencjach.

## Podsumowanie

### Klasyfikacja medalowa
| Klasyfikacja medalowa | Klasyfikacja medalowa | Klasyfikacja medalowa | Klasyfikacja medalowa | Klasyfikacja medalowa | Klasyfikacja medalowa |
| Miejsce               | państwo               | Złoto                 | Srebro                | Brąz                  | Razem                 |
| --------------------- | --------------------- | --------------------- | --------------------- | --------------------- | --------------------- |
| 1                     | Wenezuela             | 3                     | 1                     | 2                     | 6                     |
| 2                     | Stany Zjednoczone     | 2                     | 3                     | 2                     | 7                     |
| 3                     | Kuba                  | 2                     | 1                     | 2                     | 5                     |
| 4                     | Kanada                | 1                     | 2                     | 3                     | 6                     |
| 5                     | Chile                 | 0                     | 1                     | 1                     | 2                     |
| 6                     | Brazylia              | 0                     | 0                     | 3                     | 3                     |
| 7                     | Argentyna             | 0                     | 0                     | 1                     | 1                     |
| 8                     | Kolumbia              | 0                     | 0                     | 1                     | 1                     |
| Razem                 | Razem                 | 10                    | 10                    | 16                    | 36                    |

### Medaliści

#### Mężczyźni
| 1. miejsce                                                                            | 2. miejsce                                                                     | 3. miejsce                                                                             | Źródło |
| Floret                                                                                | Floret                                                                         | Floret                                                                                 |        |
| ------------------------------------------------------------------------------------- | ------------------------------------------------------------------------------ | -------------------------------------------------------------------------------------- | ------ |
| Andras Horanyi                                                                        | Felipe Alvear                                                                  | Carlos Rodríguez João Souza                                                            | [ 1 ]  |
| Szpada                                                                                |                                                                                |                                                                                        |        |
| Rubén Limardo                                                                         | Andrés Carrilo                                                                 | Silvio Fernández Paris Inostroza                                                       | [ 2 ]  |
| Kuba · Camilo Boris · Guillermo Madrigal · David Castillo · Andrés Carrillo           | Wenezuela · Silvio Fernández · Rubén Limardo · Wolfgang Mejías                 | Stany Zjednoczone · Benjamin Ungar · Cody Mattern · Andras Horanyi · Weston Kelsey     | [ 3 ]  |
| Szabla                                                                                |                                                                                |                                                                                        |        |
| Philippe Beaudry                                                                      | James Williams                                                                 | Renzo Agresta Nicolas Mayer                                                            | [ 4 ]  |
| Stany Zjednoczone · Timothy Hagamen · James Williams · Benjamin Ungar · Benjamin Igoe | Kanada · Philippe Beaudry · Michel Boulos · Nicolas Mayer · Jean-Pierre Séguin | Argentyna · Diego Drajer · José Félix Domínguez · Alexander Weber · Ricardo Bustamante | [ 5 ]  |

#### Kobiety
| 1. miejsce                                                                        | 2. miejsce                                                                        | 3. miejsce                                                                      | Źródło |
| Floret                                                                            | Floret                                                                            | Floret                                                                          |        |
| --------------------------------------------------------------------------------- | --------------------------------------------------------------------------------- | ------------------------------------------------------------------------------- | ------ |
| Mariana González                                                                  | Hanna Thompson                                                                    | Misleydis Compañy Monica Kwan                                                   | [ 6 ]  |
| Wenezuela · Johana Fuenmayor · Yulitza Suárez · María Martínez · Mariana González | Kanada · Louise-Hélène Bouchard · Élise Daoust · Monica Peterson · Sandra Sassine | Kuba · Annis Hechavarría · Arianne Ribot · Eimey Gómez · Misleydis Compañy      | [ 7 ]  |
| Szpada                                                                            |                                                                                   |                                                                                 |        |
| Courtney Hurley                                                                   | Julie Leprohon                                                                    | Clarisse Menezes Ángela Espinoza                                                | [ 8 ]  |
| Szabla                                                                            |                                                                                   |                                                                                 |        |
| Mailyn González                                                                   | Alexis Jemal                                                                      | Emma Baratta Sandra Sassine                                                     | [ 9 ]  |
| Kuba · Misleydis Compañy · Jennifer Morales · Mailyn González · Ana Fáez          | Stany Zjednoczone · Emma Baratta · Eileen Hassett · Alexis Jemal · Hanna Thompson | Kanada · Sandra Sassine · Monica Peterson · Olga Ovtchinnikova · Julie Cloutier | [ 10 ] |